# Brackensee
Der Brackensee ist 6,4 Hektar großes Gewässer in Altkünkendorf, einem Ortsteil der Stadt Angermünde im Landkreis Uckermark im Land Brandenburg.

## Lage
Der zu- und abflusslose See liegt im Grumsiner Forst/Redernswalde und ist damit Teil der UNESCO-Weltnaturerbestätte „Buchenurwälder und Alte Buchenwälder der Karpaten und anderer Regionen Europas“. Er gehört naturräumlich zum Rückland der Mecklenburgischen Seenplatte im Uckermärkischen Hügelland.
Der See liegt südlich des Gemeindezentrums von Altkünkendorf und dort an der Grenze zur Gemeinde Barnim im Landkreis Barnim. Südöstlich befindet sich mit dem Wohnplatz Töpferberge der Gemeinde Ziethen die nächstgelegene Wohnbebauung. Der See ist von mehreren Erhebungen umgeben: Im Norden von der Brackenseeposse, im Osten vom Brackenseeberg und im Süden von den Polnischen Bergen.
Eine Untersuchung im Zuge der Umweltbeobachtung in den Biosphärenreservaten Brandenburgs aus dem Jahr 2015 ergab, dass der See als hocheutroph einzustufen und zu den basen- und kalkarmen Weichwasserseen zuzurechnen sei. Die Seeoberfläche wird von Teichrosen dominiert. Im Wasser gedeihen Armleuchteralgen und Lebermoose. Im Zuge einer Befischung wurden Barsche, Rotfeder sowie Plötze und Hechte nachgewiesen. Eine Besonderheit stellt das Vorkommen des Zweiflecks dar.